# Otostigmus goeldii
Otostigmus goeldii är en mångfotingart som beskrevs av Henri W. Brölemann 1898. Otostigmus goeldii ingår i släktet Otostigmus och familjen Scolopendridae. Inga underarter finns listade i Catalogue of Life.